# Свен Шіпплок
Свен Шіпплок (нім. Sven Schipplock, нар. 8 листопада 1988, Ройтлінген, Німеччина) — німецький футболіст, нападник білефельдської «Армінії».
Виступав, зокрема, за клуб «Гоффенгайм 1899».

## Ігрова кар'єра
Народився 8 листопада 1988 року в місті Ройтлінген. Вихованець юнацьких команд футбольних клубів «Сонделфінген», «Пфуллінген» та «Ройтлінген».
У дорослому футболі дебютував 2007 року виступами за команду «Ройтлінген», в якій провів один сезон, взявши участь у 19 матчах чемпіонату. 
Згодом з 2008 по 2011 роки грав у складі команди «Штутгарт», а також у складі її фарм-клубу «Штутгарта» II.
Своєю грою за останню команду привернув увагу представників тренерського штабу клубу «Гоффенгайм 1899», до складу якого приєднався 2011 року. Відіграв за гоффенгаймський клуб наступні чотири сезони своєї ігрової кар'єри. Більшість часу, проведеного у складі «Гоффенгайма», був основним гравцем атакувальної ланки команди.
Протягом 2011—2018 років захищав кольори клубів «Гоффенгайм 1899» II, «Гамбург», «Дармштадт 98» та «Гамбург».
До складу клубу «Армінія» (Білефельд) приєднався 2018 року. Станом на 26 травня 2021 року відіграв за білефельдський клуб 44 матчі в національному чемпіонаті.

## Клубна кар'єра
Станом на 2016 рік:
| Клуб             | Клуб                 | Клуб             | Ліга | Ліга | Кубок | Кубок | Загалом | Загалом |
| Сезон            | Клуб                 | Ліга             | Ігри | Голи | Ігри  | Голи  | Ігри    | Голи    |
| Німеччина        | Німеччина            | Німеччина        | Ліга | Ліга | Кубок | Кубок | Загалом | Загалом |
| ---------------- | -------------------- | ---------------- | ---- | ---- | ----- | ----- | ------- | ------- |
| 2007–08          | «Ройтлінген»         | Регіональна ліга | 19   | 8    | —     | 0     | 19      | 8       |
| 2008–11          | «Штутгарт ІІ»        | Бундесліга 3     | 89   | 31   | 0     | 0     | 89      | 31      |
| 2010–11          | «Штутгарт»           | Бундесліга       | 12   | 1    | —     | 0     | 12      | 1       |
| 2011–15          | «Гоффенгайм 1899»    | Бундесліга       | 84   | 16   | 0     | 0     | 84      | 16      |
| 2011–14          | «Гоффенгайм 1899 ІІ» | Регіональна ліга | 8    | 10   | —     | 0     | 8       | 10      |
| 2015–16          | «Гамбург»            | Бундесліга       | 20   | 0    | 0     | 0     | 20      | 0       |
| 2016–            | «Дармштадт 98»       | Бундесліга       | 0    | 0    | 0     | 0     | 0       | 0       |
| Загалом          | Німеччина            | Німеччина        | 232  | 66   | 0     | 0     | 232     | 66      |
| За всієї кар'єри | За всієї кар'єри     | За всієї кар'єри | 232  | 66   | 0     | 0     | 232     | 66      |